# Verkligheten (konstgalleri)
Verkligheten, även kallat Galleri Verkligheten, är ett galleri för samtidskonst på Pilgatan 16 i Umeå. Galleriet bildades av en grupp konstnärer hösten 2001.